# 독거노인
독거노인(獨居老人)은 가족 없이 혼자 살아가는 노인이다. 이들은 주로 퇴직하여 어떠한 일없이 생활하며, 지역사회와의 접점을 가지지 않고 혼자 생활하고 있는 고립적인 형태의 생활을 지낸다. 전세계적으로 저출산과 고령화 현상이 지속 및 가속되어 이러한 노인들이 늘고있다.

## 같이 보기
- 사회적 고립